# Psou
Psou (gru. ფსოუ, abh. Ҧсоу, rus. Псоу) je rijeka u području Zapadnog Kavkaza. Cijelom dužinom svoga tijeka njeno korito predstavlja granicu između Ruske Federacije i Republike Abhazije.
Rijeka Psou izvire na južnim obroncima planine Agepsta u planinskom sustavu Velikog Kavkaza, na nadmorskoj visini od 3.256 metara. Ukupna dužina vodotoka je 53 km, a površina slijevnog područja 421 km². Ulijeva se u Crno more na oko 8 km južno od ušća rijeke Mzimta, u najjužnijim dijelovima grada Sočija. Zajedno s Mzimtom svojim nanosnim materijalom formirala je prostranu aluvijalnu Imeretinsku nizinu.

## Vanjske poveznice
|  | Zajednički poslužitelj ima još gradiva o temi Psou |